# Province de San Pedro de Totora
La province de San Pedro de Totora (en espagnol : Provincia de San Pedro de Totora) est une des 16 provinces du département d'Oruro, en Bolivie. Son chef-lieu est Totora.